# Lăcrimioara Ionescu-Cornea

Lăcrimioara Ionescu-Cornea (n. 31 mai 1969, Arad)
Studii: Universitatea de Arte și Design „Ioan Andreescu”, Cluj-Napoca, specializarea Arte Textile – Modă, promoția 1995

## Biografie și expoziții
Din 2007 doctor în Arte Vizuale, Facultatea de Arte Plastice, Universitatea de Vest din Timișoara. Titlul tezei: ARTA 1900 – Arta si Meserie, De la Stilul 1900 la Creatia vestimentara Coordonator științific: Prof. univ. dr. Rodica Vartaciu

Activitatea artistică și profesională:
2007 X Proiect de cercetare în demeniul designului vestimentar în cadrul Incubatorului Tehnologic și de Afaceri UAV-IT Arad.
2007 V. Expoziția de artă / Grup 21 – Arad;
2007 III. Expoziția artiștilor arădeni – Sibiu;
2006 XII. Salonul Anual de Iarnă – Arad;
2006 II Proiect de cercetare în demeniul designului vestimentar în cadrul Native Design Group SRL.
2005 XII. Salonul Anual de Iarnă – Arad;
2005 IV Proiect de cercetare în demeniul designului vestimentar în cadrul Native Design Group SRL.
2004 XII. Salonul Anual de Iarnă – Arad;
2006 VI Proiect de cercetare în demeniul designului vestimentar în cadrul Native Design Group SRL.
2003 XII. Salonul Anual de Iarnă – Arad;
2002 XII. Salonul Anual de Iarnă – Arad;
2002 VI. Organizare de expoziție: „Ritmuri cromatice” Timișoara-Biblioteca de Artă;
2001 XII. Salonul Anual de Iarnă – Arad;
2001 VI. Bienala Internațională de Desen – Arad;
2000 XII. Salonul Anual de Iarnă – Arad;
1999 V Contract de colaborare prin s.c. Melser Grup s.a. Constanța cu s.c. Unify s.a. în vederea proiectării echipamentelor de protectie undividuală.
1998-1999 Colaborator al Editurii Melser Grup – Sibiu;
1997 X. “ZILELE MODEI LA BUCUREȘTI” – Standul stiliștilor.
1996 VI. Contract de colaborare în vederea realizării unor colecții de produse vestimentare pentru s.c. Lang s.a. Arad.
1995 VII. “COLOCVIUL NAȚIONAL DE DESIGN TEXTIL ȘI VESTIMENTAR” organizat la Cluj-Napoca, prezentând colecția de produse vestimentare.
1995 V. Prezentare de modă, Aeroportul Cluj–Napoca;
1994 VI. În urma frecventării cursurilor de Artă Contemporană susținute de Profesor invitat Mary Donahue organizez împreună cu, și particip alături de Călina Ghițuescu și Claudiu Ionescu, sub îndrumarea aceluiași profesor, la Expoziția de Ilustrație de Modă și Produse Vestimentare cu tema “ACȚIUNE, PROTEST”, expoziție găzduită de Muzeul Național de Artă – Cluj.
1993 V. Particip cu produse vestimentare la prezentarea de modă; “TRANSILVANIA STYL”, organizată de Agenția Română de Dezvoltare.
1993 IV. Particip cu produse vestimentare și ilustrație de modă la expoziția organizată de Centrul Cultural Francez – Cluj cu titlul “VENT DE L’EST” ;
1992 VII. În urma solicitării s.c. Romanian Manufactures s.a. Sebeș Alba sunt angajată în vederea realizării unei colecții de produse vestimentare.
1992 VI. Particip la expoziția de scenografie organizată de studenții anului III Design Vestimentar în holul Teatrului Național din Cluj cu costume pentru piesa “VISUL UNEI NOPȚI DE VARĂ” de W. Sheakespeare.
1992 V. Cu ocazia “Zilelor Lucian Blaga” organizate la Cluj-Napoca, particip alaturi de colegii de facultate la manifestările ezpoziționale organizate pe străzile orașului.
Partcipări la manifestări științifice:
5-6 XI 1999 Timișoara Al-V-lea Simpozion Internațional de Management Cumunicare stiintifica: “Unele aspecte privind creativitatea industrială” 
Activitate didactică:
1995-1996: Istoria costumului, Marketing, Sociologia și psihologia modei.
1996-1997: Istoria costumului, Marketing, Sociologia și psihologia modei.
1997-1998: Istoria costumului, Marketing, Sociologia și psihologia modei.
1998-1999: Istoria costumului, Marketing, Sociologia și psihologia modei, Construcția tiparului, Tehnici de transpunere, Bazele
desenului pentru textile.
1999-2000: Istoria costumului, Marketing, Sociologia și psihologia modei, Construcția tiparului, Tehnici de transpunere, Bazele
desenului pentru textile, Bazele compoziției.
2001-2002: Istoria costumului, Marketing, Sociologia modei, Materiale și tehnici aplicate, Tehnici și materiale neconvenționale, Crochiuri și elemente al naturii, Tehnologii de specialitate, Crochiuri antropometrie modă.
2002-2003: Istoria costumului, Marketing, Sociologia modei, Materiale și tehnici aplicate.
2002-2003: Istoria costumului, Marketing, Sociologia modei, Materiale și tehnici aplicate.
2003-2004: Istoria costumului, Marketing, Sociologia modei, Materiale și tehnici aplicate.
2004-2005: Istoria costumului, Marketing, Sociologia modei, Materiale și tehnici aplicate.
2005-2006: Istoria costumului, Marketing, Sociologia modei, Materiale și tehnici aplicate, Compozitie de specialitate pentru design
vestimentar;
2006-2007: Compozitie de specialitate pentru design vestimentar, Materiale procese și tehnici aplicate.
Experiența profesională:
Din 1995 – 2000: Preparator - Universitatea de Vest Timișoara – Facultatea de Arte.
Din 2000 – 2004: Asistent - Universitatea de Vest Timișoara – Facultatea de Arte.
Din 2004 Lector - Universitatea de Vest Timișoara – Facultatea de Arte.

## Lucrări și cronică
|  | Născută la Arad la 31 mai 1969, Lăcrămioara Ionescu este absolventă a Universității de Arte și Design „Ioan Andreescu” din Cluj, specializarea Arte Textile- Modă. Actualmente lector universitar la Facultatea de Arte din Timișoara, este în același timp doctor în domeniul Arte Vizuale cu o teză dedicată fenomenului Art Nouveau și a implicațiilor acestuia în desfășurarea designului vestimentar în secolul XX. De altfel interesul său teoretic pentru arta începutului de secol XX, pentru tradiția Arts and Crafts și în principal pentru instanța decorativismului, concretizate în cercetarea tocmai amintită, reflectă întru totul preocupările sale plastice mai vechi și se resimte deopotrivă în propria creație vestimentară, în accesoriile pe care le realizează și, nu în ultimul rând, în picturile pe care le-a prezentat cu diferite ocazii în expoziții din țară și din străinătate. Astfel, dincolo de interesul său susținut pentru orizontul stilisticii vestimentare, domeniu în care dovedește nu numai nețărmuită fantezie ci, în același timp, și un cartezianism necesar, Lăcrămioara Ionescu nu renunță nici la genurile „înalte” ale creației plastice, dacă este să ne gândim mai ales la picturile sale. Aici, mai ales în cazul celor realizate în ulei, resimțim fiorul care așază aceste picturi în tradiția sugestiilor expresioniste, pentru care predominantă este exuberanța registrului cromatic în detrimentul unor compoziții prea elaborate, care ar risca să sufoce efervescența picturalității (Compoziție I; Compoziție II). Abordarea picturii cu acrilic pe sticlă o readuce însă pe artistă din nou în proximitatea Artei 1900, în preajma căreia pare a se simții cel mai în largul ei și care o caracterizează poate cel mai bine. De această dată culoarea nu mai este dezinvoltă, ca în picturile în ulei pe pânză, tocmai amintite, chiar dacă nu sunt nici de această dată sufocate sau stinse, ci mult mai bine organizată de rigoarea unui desen care dă întregului aspectul inconfundabil și confortabil al vitraliilor art nouveau în care se resimte, chiar dacă mult laicizată, splendoarea evurilor revolute în care sticla, culoarea și metalul materializau lumina și prezența divinului (1900; Fragment I, 2005; Fragment II, 2005; Fragment, III, 2006 etc.). | — Emil Moldovan |